# Phyllis Wise
Phyllis M. Wise (kínaiul 王斐丽) orvosbiológiai kutató, a Colorado Longitudinal Study elnöke, valamint 2010–2011-ben a Washingtoni Egyetem ideiglenes rektora.
Biológia szakos alapdiplomáját 1967-ben, mesterdiplomáját pedig 1969-ben szerezte meg a Swarthmore-i Főiskolán. 1972-ben a Michigani Egyetem zoológia szakán doktorált.

## Pályafutása
1976-tól a Marylandi Egyetem (Baltimore) pszichológia szakos óraadója, 1993-tól pedig a Kentuckyi Egyetem pszichológiai tanszékének vezetője. 2002-től a Kaliforniai Egyetem (Davis) Biotudományi Főiskolájának dékánja.
2005-től a Washingtoni Egyetem kancellárhelyettese és tanulmányi igazgatóhelyettese, 2010–2011-ben pedig ideiglenes rektora volt. Az ő nevéhez fűződik a környezettudományi főiskola létrehozása.
2011 és 2015 között az Illinois-i Egyetem (Urbana–Champaign) kancellárja; az általa alapított orvostudományi főiskola céljaként tűzte ki, hogy az orvosrobotikai fejlesztéseket szélesebb körben elérhetővé tegye. 2015 augusztusi távozását követően az adminisztrációs munkatársak közzétették a Steven Salaitával kapcsolatos e-maileket; az oktatót Izrael-párti hallgatók, munkatársak és szponzorok nyomására nem alkalmazták, mivel szerintük a Gázai övezet bombázásával kapcsolatos Twitter-üzenetei antiszemita hangvételűek voltak.

## Díjai és kitüntetései
Wise a Nemzeti Orvostudományi Akadémia, az Amerikai Művészettudományi Akadémia és az Amerikai Tudományfejlesztési Szövetség tagja. A Nike és a First Busey Corporation igazgatótanácsának korábbi, valamint a RAND Health, a Robert Wood Johnson Alapítvány és a Coloradói Gyermekkórház igazgatótanácsának jelenlegi tagja.
2008-ban a Swarthmore-i Főiskola, 2015-ben pedig a Birminghami Egyetem adományozott neki tiszteletbeli diplomát.

## Fordítás
- Ez a szócikk részben vagy egészben  a   Phyllis Wise című angol Wikipédia-szócikk ezen változatának fordításán alapul.  Az eredeti cikk szerkesztőit annak laptörténete sorolja fel. Ez a jelzés csupán a megfogalmazás eredetét és a szerzői jogokat jelzi, nem szolgál a cikkben szereplő információk forrásmegjelöléseként.